# Józef Brandt

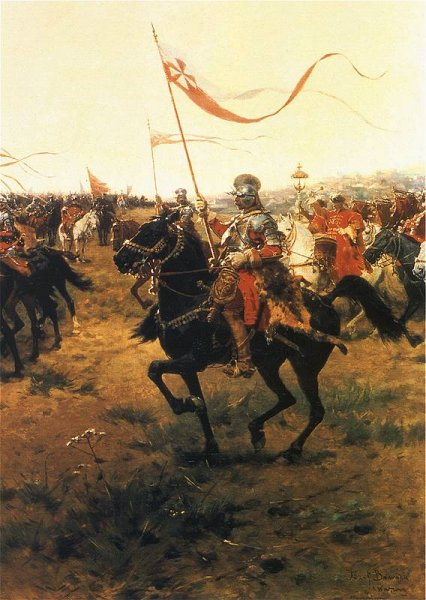
Húsar, óleo de 1890.

Józef Brandt (Szczebrzeszyn, 1841 – Radom, 1915) fue un pintor polaco conocido por sus pinturas de escenas de batallas. Perteneció a la llamada Escuela de Múnich.
Tras estudiar en Varsovia, en 1858 se marchó a París para estudiar Ingeniería en la École centrale Paris, pero terminó en Múnich como alumno de la Academia de Bellas Artes de Múnich, con Franz Adam y Carl Theodor von Piloty, antes de abrir su propio estudio en la ciudad. La mayoría de sus obras muestran escenas de la vida militar del siglo XVII, la historia y vida polaca en general y, sobre todo, de caballos.

## Galería

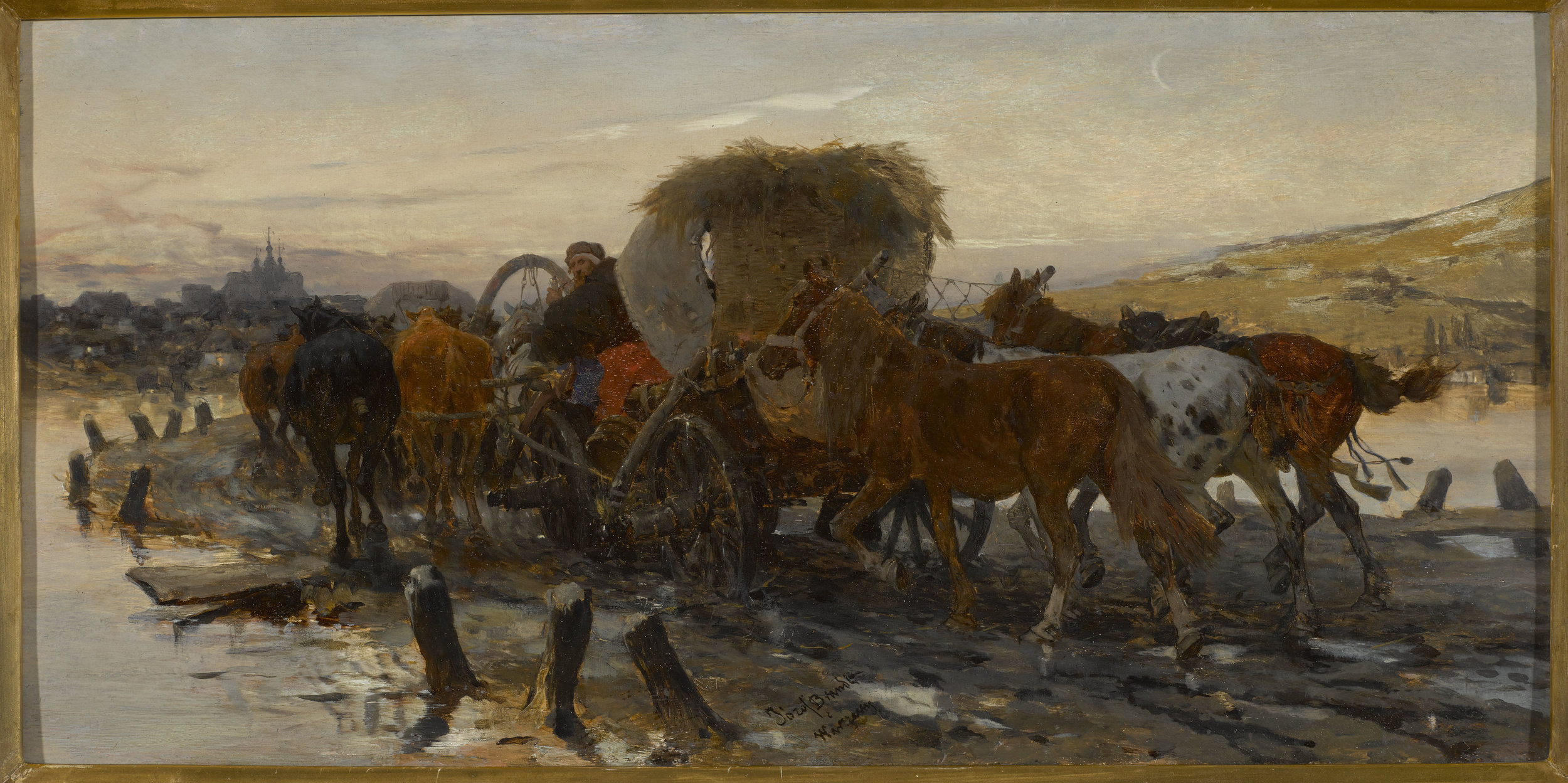
Judíos llevando caballos al mercado
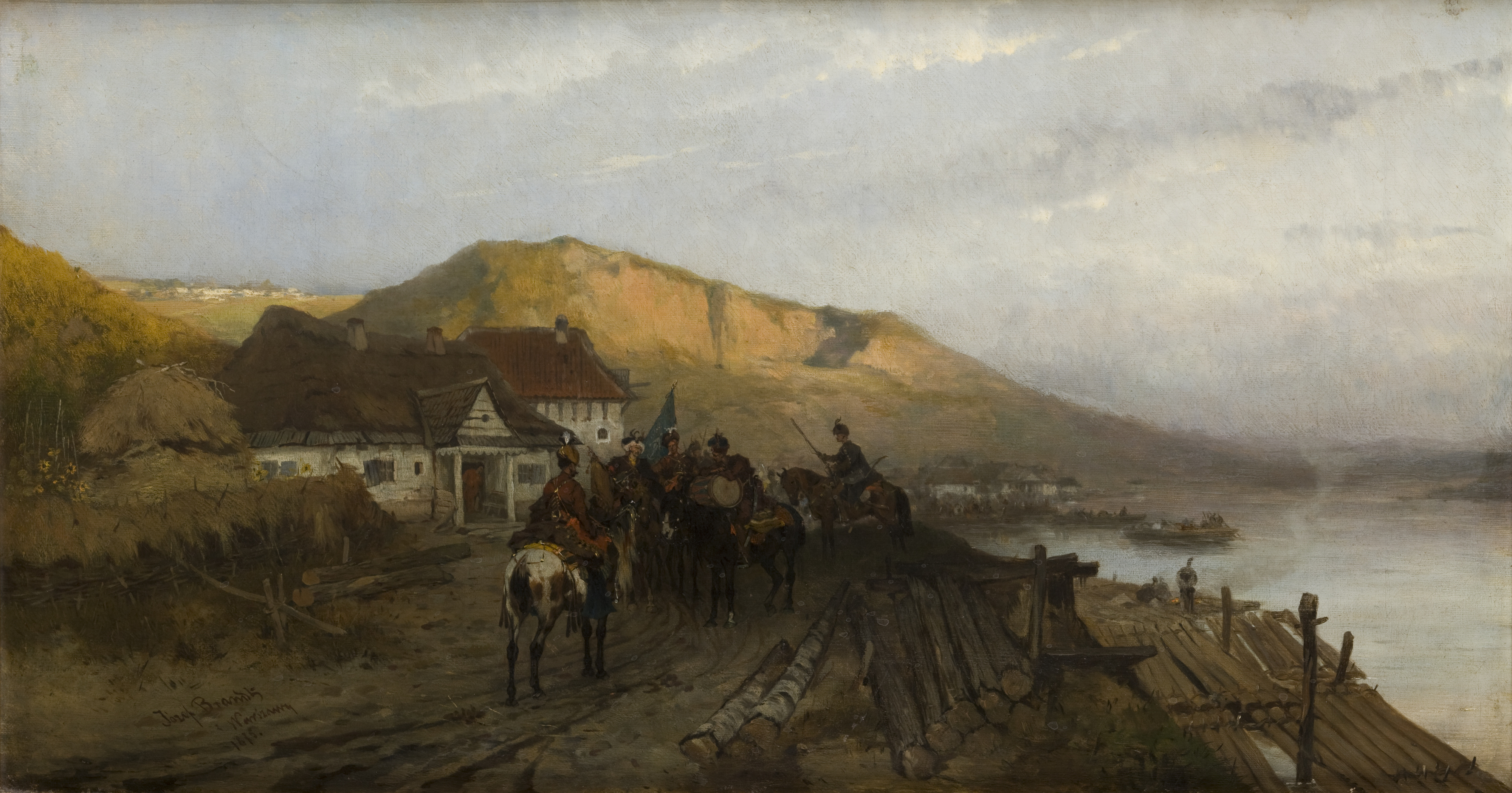
Frente al río Dniéster
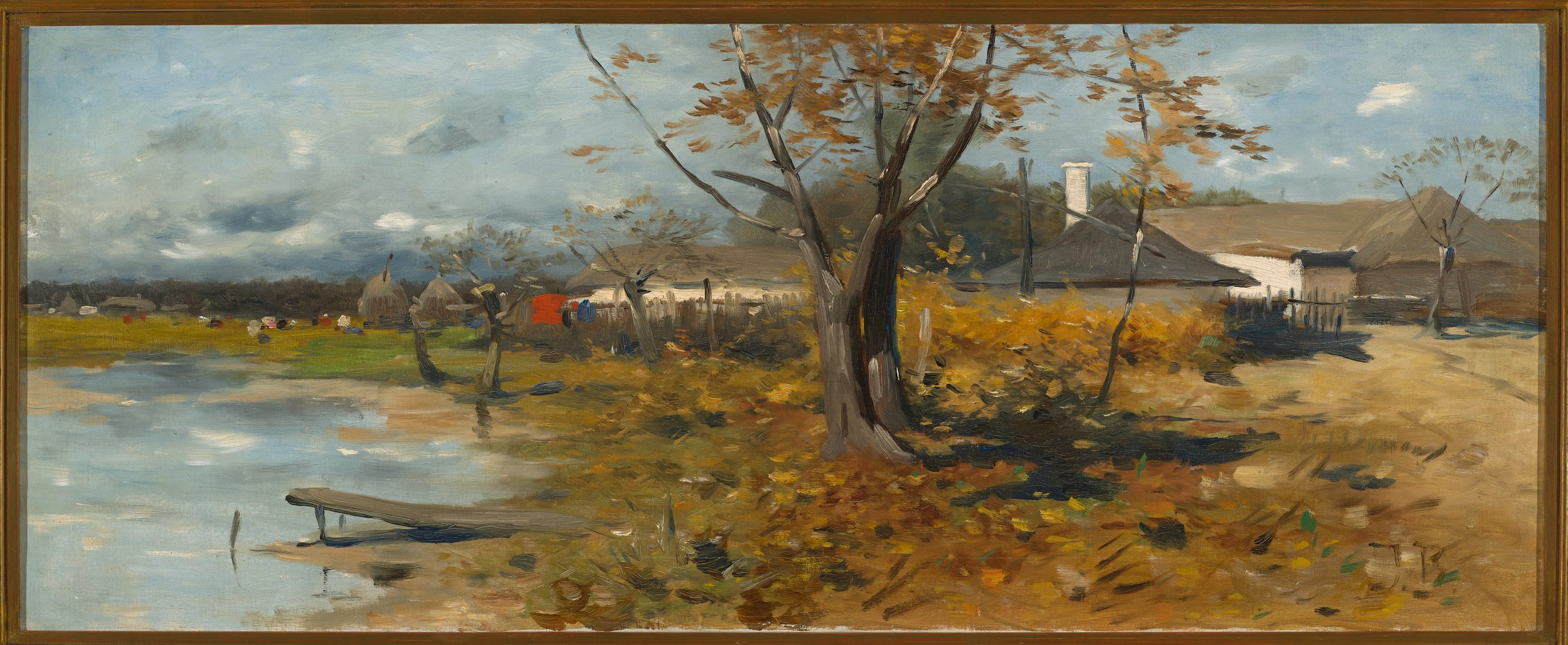
Corrales
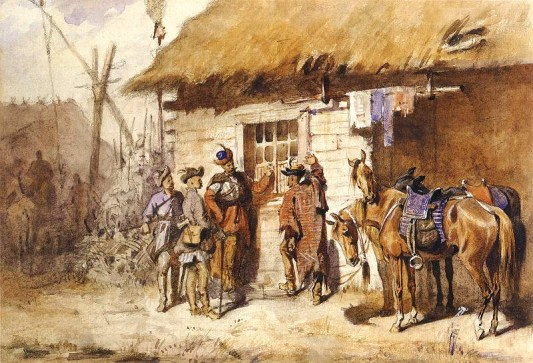
Lisowczycy
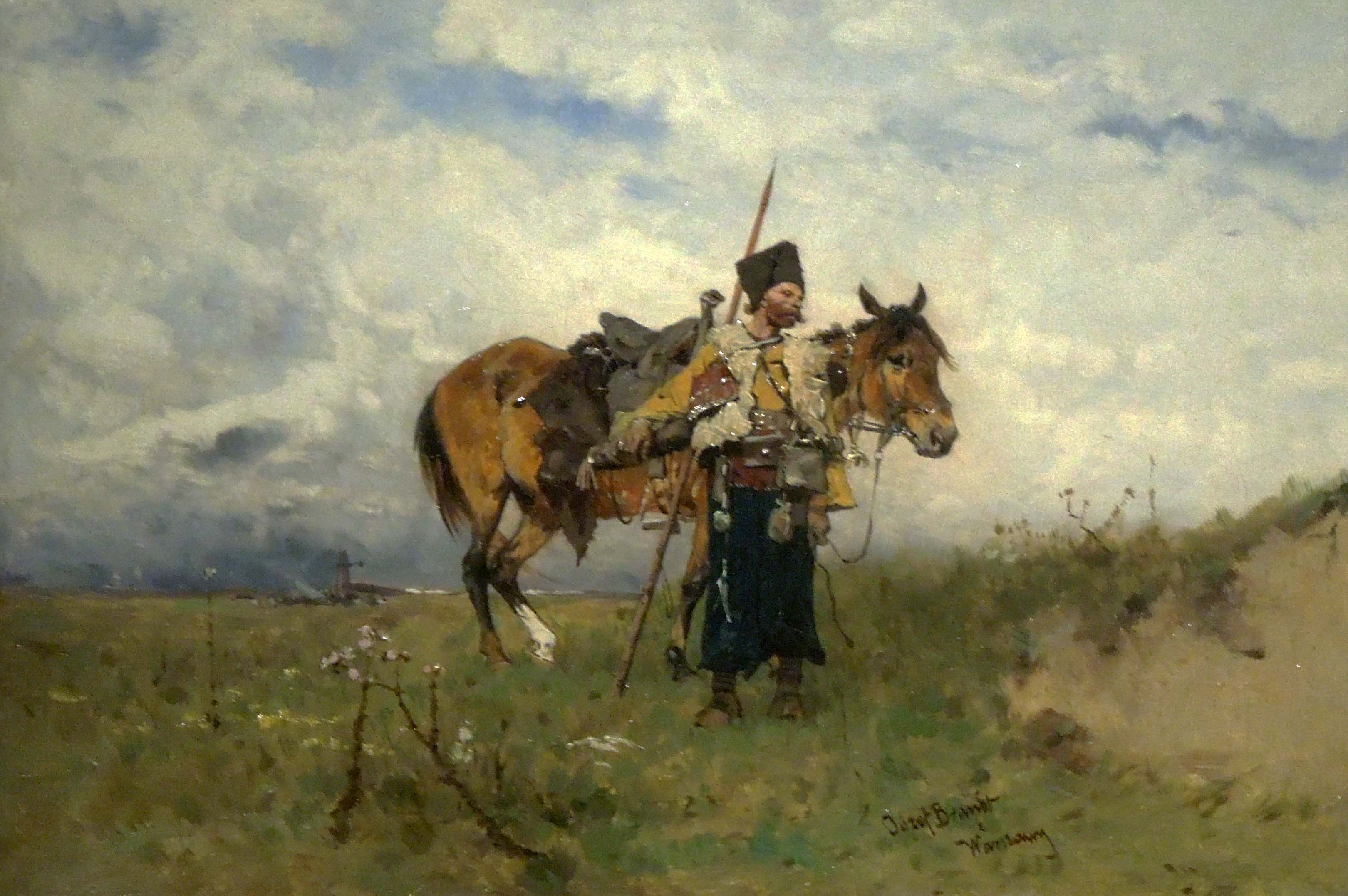
Cosaco en posición
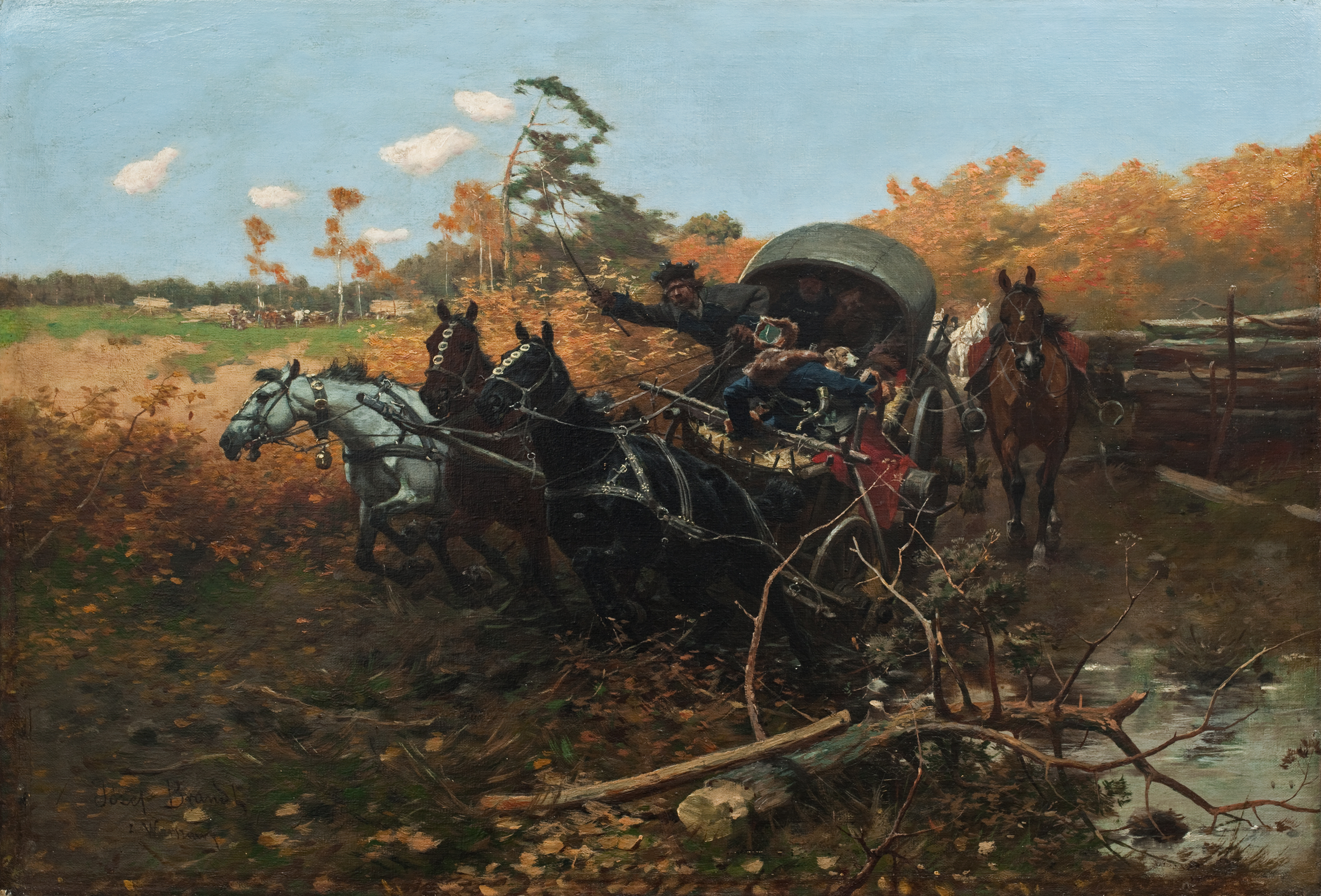
Cruce peligroso
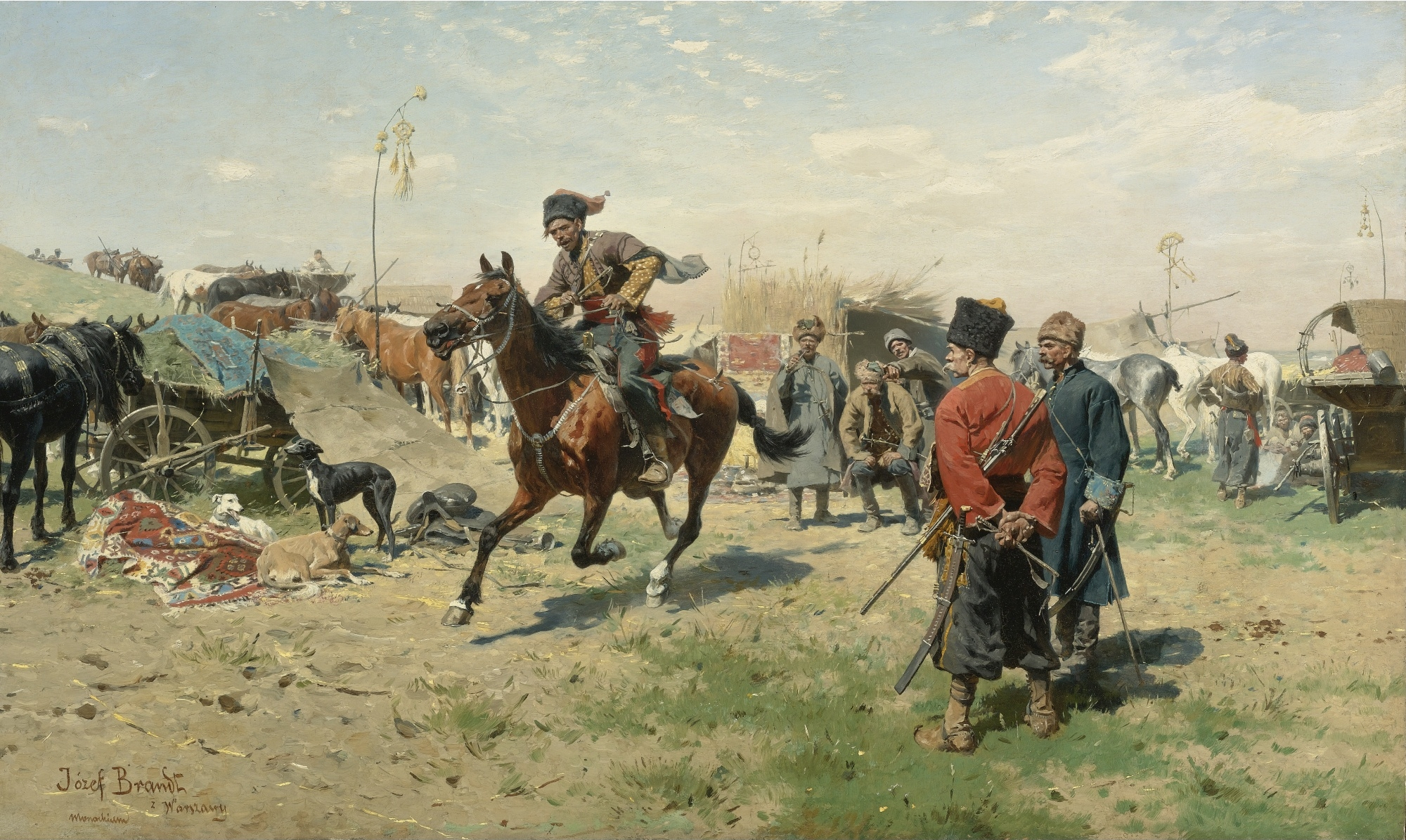
Zaporiyia
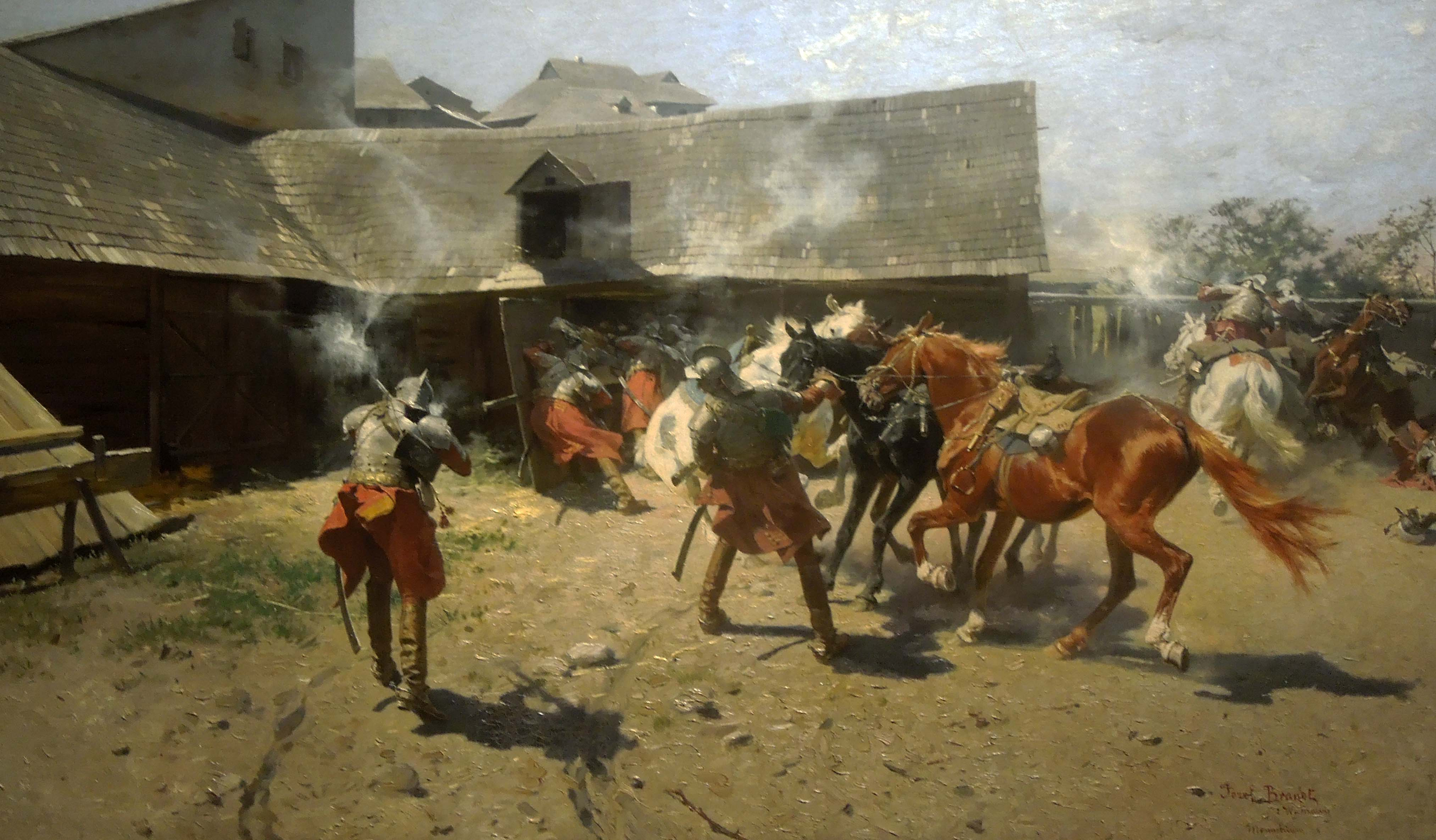
Asedio
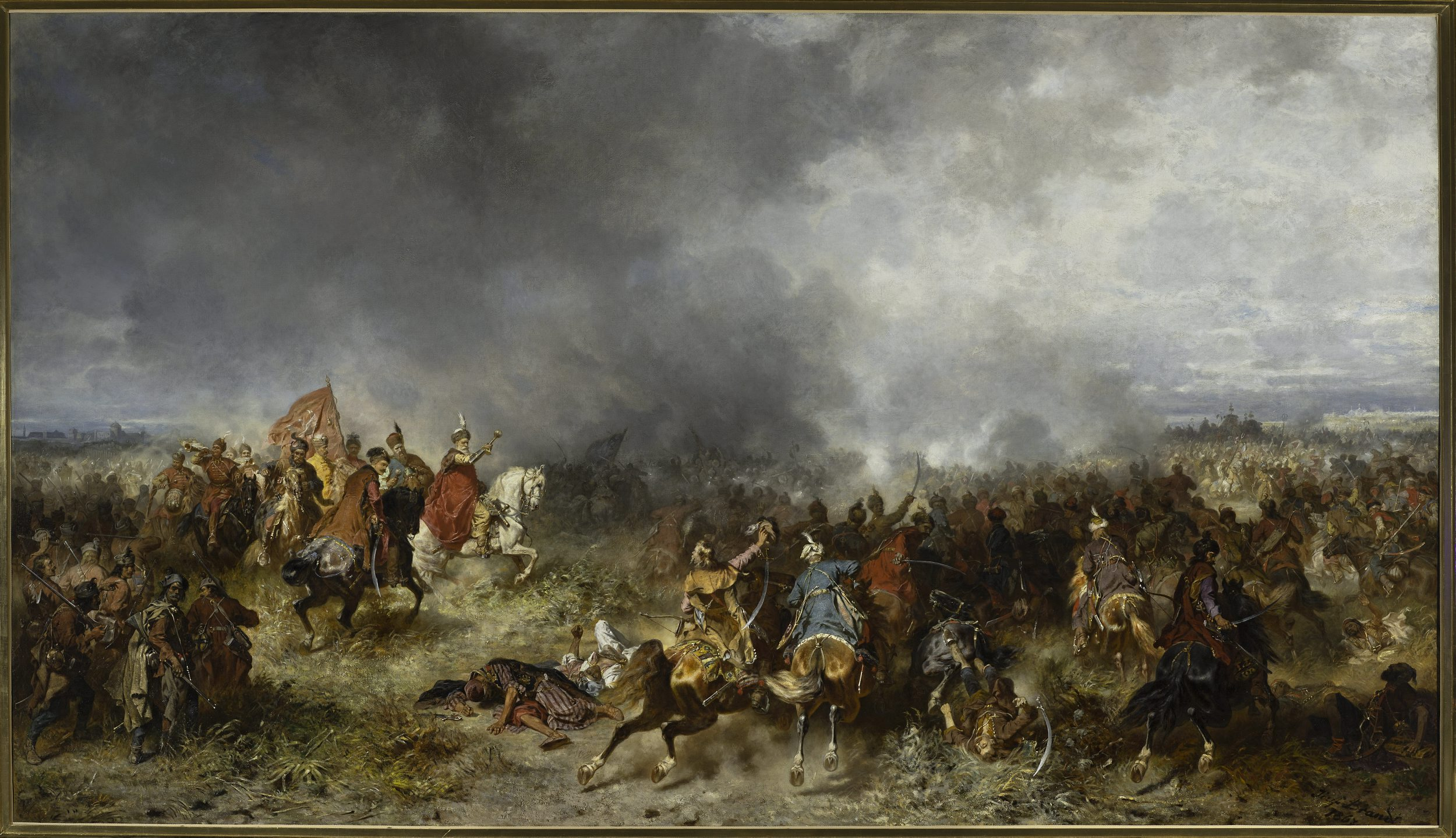
Chodkiewicz en Chocim
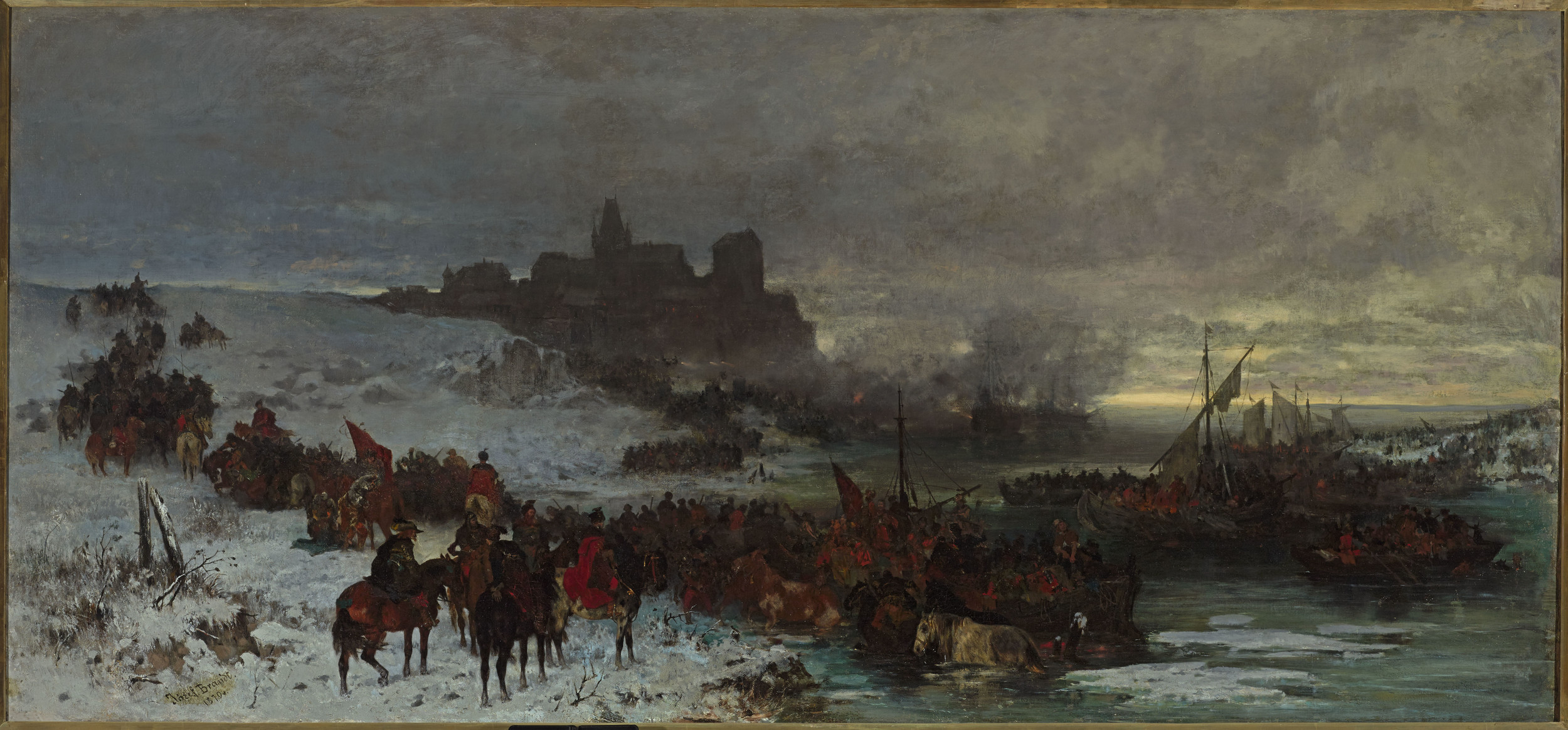
Chodkiewicz en Kolding

## Centro de Escultura Polaca
Su mansión en Orońsko, cerca de Radom, es hoy el Centro de Escultura Polaca.
- Datos: Q558489
- Multimedia: Józef Brandt / Q558489